# Hilde Umdasch
Hilde Umdasch (* 2. Jänner 1943 in Amstetten, Niederösterreich) ist eine österreichische Geschäftsfrau.

## Leben
Im Jahr 1967 begann sie in der elterlichen Firma Umdasch, einem Unternehmen im Bereich der Holzverarbeitung mit Sitz im niederösterreichischen Amstetten. Das Unternehmen ist in zwei Bereiche aufgeteilt, die in 70 Ländern vertretene Doka-Gruppe und der Ladenbau. Das Unternehmen wurde im Jahr 1868 als Schreinerei gegründet und ist heute eine Aktiengesellschaft. Aufgrund der erfolgreichen Entwicklung erhielt das Unternehmen für seine Ideen immer wieder Auszeichnungen.
Nach dem Tod ihres Vaters Josef Umdasch übernahm sie im Jahr 1990 den Vorstand des Board of Directors und wurde somit eine der ersten Frauen an der Spitze eines Weltkonzerns. Nach ihrem Studium der Sprachwissenschaft lernte sie als Assistentin ihres Vaters alle Bereiche des Unternehmens kennen. Mit ihrem Bruder Alfred und Direktor Ernst Röck expandierte die Firma Umdasch rasch, bis die Entscheidung durch das Gremium gefällt wurde, die Leitung einem externen Management zu überlassen und in den Aufsichtsrat zu wechseln.
1972 gründete Hilde Umdasch die Gartencenterkette Bellaflora. Das Unternehmen rentierte sich schnell und setzt heute 87 Millionen Euro um.
Hilde Umdasch engagiert sich auf sozialem Sektor besonders in den Bereichen Gesundheit, Umweltschutz und Bildung. Als Gewinnerin des Pegasus unterstützt sie unter anderem Projekte zur Integration von Schulmedizin und alternativen Behandlungsmethoden.